# Government Hooker
«Government Hooker» (рус. Правительственная проститутка) — песня американской певицы Lady Gaga из её второго студийного альбома Born This Way. О песне стало известно из интервью певицы журналу Vogue.

## О песне
Песню написала Гага в сотрудничестве с Фернандо Гарибэем и DJ Shadow. Композиция была записана в студии Palms в Лас-Вегасе, штат Невада.
На написание этой песню Леди Гагу вдохновила история о романе Мэрилин Монро с президентом США Джоном Кеннеди.

Ирония в том, что машина говорит мне, что делать, и я счастливо делаю это, так долго, пока трахаюсь. Это касается того, как наше правительство трахает нас сверху, но это делает счастливыми пластиковых звезд — я буду делать всё, пока вы трахаете меня, и платите мне.— Lady Gaga

Первоначально у песни был хип-хоп бит, но мы ускорили её и получился очень жесткий клубный трек. Текст песни очень грязный, но это одна из моих любимых песен.— Lady Gaga

Парень, который говорит в песне, на самом деле её охранник. Мы сидели и думали, как нам сделать компьютерный голос, и сказали: «Позовите Пита сюда». У него супер голландский акцент, и он попытался прочитать с бумажки.— DJ White Shadow в интервью для MTV News, 3 марта 2011
Песня была зарегистрирована на BMI 17 мая 2011 года. Government Hooker — это танцевальная песня с элементами транса, техно , пост-диско и индустриальной музыки.
Эван Содей из PopMatters сравнил «Government Hooker» с песнями Бритни Спирс «Gimme More» (2007) и New Order «Blue Monday» (1983). По нотам, опубликованным на Musicnotes.com, песня написана в ритме 120 ударов в минуту.

## Критика
Песня получила смешанные отзывы от критиков. В частности, мнение было разделено из-за грубого нецензурного текста.

Это моя любимая песня, она просто зверь. Я даже не знаю как объяснить это. Born This Way не поп альбом — это поп-шедевр. Если бы не существовало такой категории в музыке как поп, то это сложно было бы назвать поп-песней. Мы были в студии Вегаса, и Винсент Хербер сыграл несколько хип-хоп вещей для босса Гаги, а я наткнулся на старый бит, который делал, мы заговорили об ускорении песен, и я ускорил его, а потом дал послушать Винсу. Он сказал: «Вау!». Затем зашла Гага, и я сыграл мелодию для неё и продюсера Фернандо Гарибэя. Ей понравилось. И она тут же его записала. Она сделала это очень быстро.— DJ White Shadow в интервью для MTV News, 3 марта 2011

Григорианские поп-песнопения, голос робота в начале (любезно предоставленный телохранителем Гаги, Питом), разбитое стекло, и первостепенная идея «положи свои руки на меня, J. F. Kennedy».— источник New Musical Express
Government Hooker звучит в промовидео для MTV VMA 2011. Government Hooker исполнялась во время The Born This Way Ball Tour второй песней в сет-листе после «Highway Unicorn (Road to Love)».

## Участники записи
- Lady Gaga — вокал, автор, продюсер
- Fernando Garibay — автор, продюсер
- DJ Shadow — автор, продюсер, инструментальная партия, клавишные, гитара
- DJ Snake — клавишные
- Peter van der Veen — бэк вокал

## Интересные факты
- Песня посвящена Мэрилин Монро.
- Короткий ремикс на эту песню прозвучал 2 марта 2011 на Mugler Paris Fashion Show[8]. В его начале можно услышать «Io ritorne-» (с итал. — «Я вернусь»).

## Чарты
| Чарт (2011)                           | Высшая позиция |
| ------------------------------------- | -------------- |
| South Korea (Gaon Chart)              | 14             |
| US Hot Dance/Electronic Digital Songs | 16             |